# 勐卯街道
勐卯街道，是云南省德宏傣族景颇族自治州瑞丽市下辖的一个街道，也是瑞丽市政府所在地。

## 历史
1934年瑞丽设治局推行乡镇建制，设勐卯镇、弄岛镇。中华人民共和国成立后，仍为勐卯镇（乡级），属瑞丽县第一区（姐东区），1960年改属姐勒区。1964年11月20日，升格县直辖城关镇。1969年实行人民公社化运动，改为勐卯公社，“文化大革命”时曾更名红城公社，1976年恢复原名，仍保留人民公社称谓。1984年瑞丽恢复区乡建置，改回县直辖勐卯镇:81-83。2005年1月，姐勒乡、银河街道、瑞宏街道裁撤，辖区划归勐卯镇。2006年10月，瑞丽边境经济合作区所辖的团结村委会、卯相社区划归勐卯镇:101，镇政府迁入原边合区办公楼办公:76。2021年8月11日，云南省人民政府批复撤销勐卯镇，设立勐卯街道。

## 地理
勐卯街道总面积232.3平方千米，东南与缅甸接壤，有国境线25.16千米；2016年有人口104,681人，其中汉族68,357人（占65.3%），傣族28,055人（占26.8%），景颇族3,769人（占3.6%）。勐卯街道东北部为山区，西部和中部为坝区，最高点户永山海拔2,019.2米，最低点丙午村海拔754米，森林覆盖率50.48%。:89

## 行政区划
勐卯街道下辖以下地区：
友谊社区、麓川社区、兴安社区、目瑙社区、瑞丰社区、勐龙沙社区、卯相社区、国门社区、团结村、勐卯村、姐岗村、姐勒村、姐东村、芒令村和勐力村。
其中国门社区实际由姐告边境贸易区管辖:72。

## 经济
勐卯街道2016年有耕地面积25,560亩，农业总产值26,362万元:90，主要作物有水稻、甘蔗、蔬菜、药材、橡胶、咖啡、柚子等:79。2011年全年社会商品销售额4,095万元，财政收入1,170.14万元:2577。

## 旅游
姐勒金塔、弄安佛塔、喊沙奘寺、平麓城址、莫里瀑布、弄莫湖位于勐卯街道境内。